# Henrik Rothe
Henrik Vilhelm Riis Rothe (født 28. januar 1949 i Aarhus) er en dansk jurist og retspræsident i Sø- og Handelsretten.
Han er søn af skuespiller og jurist Bendt Rothe og hustru danseinstruktør Asta Rüs Rothe født Poulsen, samt bror til advokat Tyge Jesper Rothe. Rothe blev student fra Aarhus Katedralskole 1968 og cand.jur. fra Aarhus Universitet 1974 og har været amtsfuldmægtig i Vestsjællands Statsamt 1974-75, sekretariatsleder i Amtsankenævnet i Vestsjælland 1975-78, dommerfuldmægtig og retsassessor ved retterne i Næstved, Korsør, Sorø og Østre Landsret 1978-89, dommer i Slagelse 1989-95, administrerende direktør for Advokaternes Serviceselskab 1995-2008, generalsekretær i Advokatsamfundet 1995-2009 og har siden 2010 været retspræsident i Sø- og Handelsretten. Rothe er mediator og voldgiftsdommer i tvister inden for det danske erhvervsliv. Han er Kommandør af Dannebrogordenen.   
Rothe er censor ved Københavns Universitet, formand for Klagenævnet vedrørende Eksamensklager ved Det Juridiske Fakultet, Københavns Universitet, formand for Lægeforeningens Voldgiftsret, formand for Judges Forum i IBA (International Bar Association), bestyrelsesmedlem i IBA (2007-2009), medlem af Standing Committee i CCBE (The Council of Bar and Law Societies in Europe) (1995-2009), formand for CEEBA (Chief Executives, European Bar Associations) (1995-2005), tidligere sekretær for og medlem af flere arbejdsgrupper under Retsplejerådet (1975-1995) og har været repræsentant for Advokatsamfundet i adskillige lovforberedende udvalg.
Henrik Rothe har forfattet en række juridiske bøger.
Han er gift med fuldmægtig, cand.jur. Bettina Maj Abramowitz (født 13. maj 1966).